# Godzilla (serial animowany 1978)
Godzilla (ang. The Godzilla Power Hour) – amerykańsko-japoński serial animowany stworzony przez wytwórnie Hanna-Barbera i Tōhō, oparty na filmach o Godzilli. Serial w Polsce był emitowany na TVP2 w bloku Godzina z Hanna-Barberą.
Serial zdobył wśród większości fanów Godzilli małą popularność i spotkał się z nie najlepszym przyjęciem. Jednakowo dla wielu zagranicznych fanów był to pierwszy kontakt z Godzillą i zdobył u nich uznanie. 

## Fabuła
Serial opowiada o przygodach załogi oceanograficznego statku badawczego Calico, która natrafia na nadnaturalne zjawiska, zwykle w postaci wielkich potworów. Załodze towarzyszą Godzilla, który w przypadku większego niebezpieczeństwa jest wzywany na pomoc oraz Godzooky, młody potworek traktowany przez Godzillę jak syn. 

## Powstanie serialu
Tomoyuki Tanaka, producent serii o Godzilli, był niezadowolony z traktowania Powrotu Mechagodzilli jako ostatniego filmu z serii i planował tworzenie dalszych części. Jednym z pomysłów była propozycja United Productions of America, dystrybutora amerykańskich wersji dubbingowych japońskich kaijū, stworzenia koprodukcji japońsko-amerykańskiej. Żaden z tych projektów nigdy nie został zrealizowany. W międzyczasie Joseph Barbera widząc potencjał w Godzilli, wpadł na pomysł na stworzenie serialu animowanego z jego udziałem i po skontaktowaniu się z właścicielem United Productions of America, Harrym G. Sapersteinem, który był jego przyjacielem, uzyskał licencję od Toho Co. Ltd. 
Producenci kreskówki początkowo chcieli być wierni klimatowi filmów z Godzillą, jednak stacja NBC wymusiła złagodzenie tonu i dodanie komediowych elementów (wtedy Barbera wymyślił Godzooky’ego). Dodatkowo Toho ze wszystkich potworów pozwoliło użyć jedynie Godzilli. Twórcy nie uzyskali także praw do użycia głosu Godzilli, dlatego w serialu głos potwora wykonywał Ted Cassidy. 

## Obsada
- Ted Cassidy – Godzilla
- Don Messick – Godzooky
- Jeff David – kapitan Carl Majors
- Brenda Thompson – dr Quinn Darian
- Hilly Hicks – Brock
- Al Eisenmann – Pete
- Norman Alden – różne role
- Joe Baker – różne role
- Mike Road – różne role
- Les Tremayne – różne role

## Spis Odcinków
| N/o            | Polski tytuł                  | Angielski tytuł                |
| -------------- | ----------------------------- | ------------------------------ |
|                |                               |                                |
| SERIA PIERWSZA |                               |                                |
|                |                               |                                |
| 01             | Ognisty ptak                  | The Firebird                   |
|                |                               |                                |
| 02             |                               | The Earth Eater                |
|                |                               |                                |
| 03             |                               | Attack of the Stone Creature   |
|                |                               |                                |
| 04             |                               | The Megavolt Monster           |
|                |                               |                                |
| 05             |                               | The Seaweed Monster            |
|                |                               |                                |
| 06             | Elektryczny potwór            | The Energy Beast               |
|                |                               |                                |
| 07             | Kolos z Atlantydy             | The Colossus of Atlantis       |
|                |                               |                                |
| 08             |                               | The Horror of Forgotten Island |
|                |                               |                                |
| 09             | Wyspa rozbitych statków       | Island of Lost Ships           |
|                |                               |                                |
| 10             | Magnetyczny Terror            | The Magnetic Terror            |
|                |                               |                                |
| 11             |                               | The Breeder Beast              |
|                |                               |                                |
| 12             | Terror w Himalajach           | The Sub-Zero Terror            |
|                |                               |                                |
| 13             |                               | The Time Dragons               |
|                |                               |                                |
| SERIA DRUGA    |                               |                                |
|                |                               |                                |
| 14             |                               | Calico Clones                  |
|                |                               |                                |
| 15             | Mikrogodzilla                 | Micro Godzilla                 |
|                |                               |                                |
| 16             | Statek Widmo                  | Ghost Ship                     |
|                |                               |                                |
| 17             |                               | The Beast of Storm Island      |
|                |                               |                                |
| 18             | Miasto w Chmurach             | The City in the Clouds         |
|                |                               |                                |
| 19             |                               | The Cyborg Whale               |
|                |                               |                                |
| 20             | W dolinie olbrzymów           | Valley of the Giants           |
|                |                               |                                |
| 21             | Potwór z księżyca             | Moonlode                       |
|                |                               |                                |
| 22             | Złoty Strażnik                | The Golden Guardians           |
|                |                               |                                |
| 23             |                               | The Macro-Beasts               |
|                |                               |                                |
| 24             | Niebezpieczeństwo na Pacyfiku | Pacific Peril                  |
|                |                               |                                |
| 25             | Wyspa Zagłady                 | Island of Doom                 |
|                |                               |                                |
| 26             |                               | The Deadly Asteroid            |
|                |                               |                                |